# Sipalolasma bicalcarata
Sipalolasma bicalcarata is een spinnensoort uit de familie Barychelidae. De soort komt voor in Ethiopië.